# F.C. Calcio Acri
Câu lạc bộ bóng đá Calcio Acri hay đơn giản là Acri là một câu lạc bộ bóng đá Ý, có trụ sở tại Acri, Calabria.

## Lịch sử

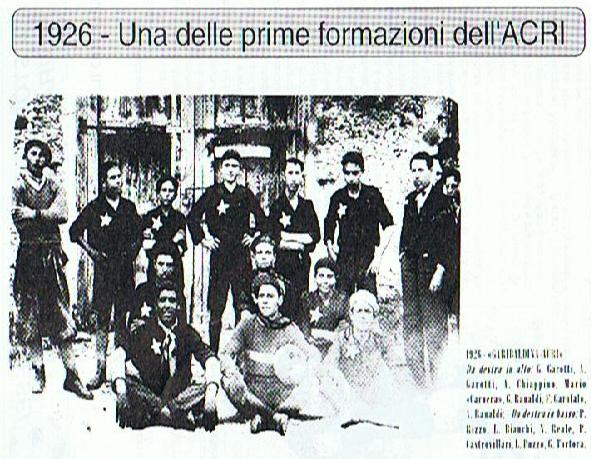
Garibaldina Acri năm 1926.

Dấu vết đầu tiên của bóng đá ở Acri bắt đầu từ năm 1926. Ngày 23 tháng 9 năm 1949 là ngày thành lập. cùng năm thành lập trùng với cuộc chinh phục danh hiệu đầu tiên, nhóm a của giải hạng nhất, sau khi giành chiến thắng trong trận play-off trước Silana với tỷ số 2-1. Từ 1974 đến 1985, SS Acri đã tham gia giải vô địch Calabrian cao nhất, Promozione. Một kết quả đáng nhớ là trận play-off ngày 28 tháng 5 năm 1978, trên sân trung lập của Lamezia Terme, kết thúc 4-3 sau hiệp phụ (thời gian chính 2-2) trước Palmese. Vào năm 1984-1985, Acri được thăng hạng đầu tiên trong Giải vô địch Liên khu vực, hạng mục mà nó vẫn tồn tại trong tám năm để thua Serie C2 trong Giải vô địch Liên khu vực 1986-1987, khi nó đứng ở vị trí thứ hai sau một điểm sau đội dẫn đầu Kroton.
Sau khi sự xuống hạng xảy ra vào năm 1993, SS Acri đã được thay thế bởi SS New Acri trong những năm tiếp theo. New Acri đã giành chức vô địch Promozione (1998-1999) và chức vô địch Eccellenza (1999-2000) và Calabria Supercup (1999-2000), và tham gia hai năm tại Series D từ 2000 đến 2002.
Với sự thất bại của SS New Acri, bóng đá đã tái sinh vào năm 2004 khi FC Football Acri được làm mới. Vào năm 2010-2011, Acri đã giành chức vô địch Eccellenza và Siêu cúp Calabria thứ hai, và nó đã được thăng hạng lên giải vô địch Serie D. một nửa mùaggiia3ii kết thúc mùa giải ở vị trí thứ 13 và nó đã bị rớt xuống Eccellenza sau khi thua trận play-off trước Nissa. Trong cùng năm đó, đài truyền hình quốc gia (RAI) đã trực tiếp trận đấu vô địch Acri-Marsala trên kênh Rai Sport 1.
Trong mùa giải 2014-2015, FC Football Acri đã giành Cúp Calabria khi đánh bại Cittanovese 1-0 trong trận chung kết diễn ra tại Lamezia Terme vào ngày 4 tháng 1 năm 2015. Trong giai đoạn mùa giải, Acri đã giành chiến thắng trong vòng hai khi đánh bại Marsala, nhưng trong vòng tứ kết, Rossoneri đã bị loại bởi Virtus Francavilla.

## Màu sắc và huy hiệu
Màu của đội là đen và đỏ. Biểu tượng của đội là một con sói.

## Sân vận động
Acri chơi các trận đấu trên sân nhà của mình tại Stadio Pasquale Castrovillari, một sân vận động nhỏ nằm ở phía bắc thành phố trên cỏ tự nhiên.
Sân vận động được chia thành ba khu vực: khán đài, hoặc trung tâm Tribuna, với sức chứa 2.200, trong đó nhà và những cổ động viên có tổ chức ngồi xuống; khán đài của đội khách, nằm ở phía trước của trung tâm Tribuna, với sức chứa 1.000; và curva (mặc dù nó không thực sự là một khu vực cong), thường đóng cửa.
Phía nam sân vận động, cũng có một sân tập.

## Người chơi đáng chú ý
- liên_kết=|viền Cầu thủ Giuseppe Pancaro Interregionale trong những năm 1990 và 2000 cho Cagliari, Lazio, Milan, ACF Fiorentina, Torino FC và Italia.
- liên_kết=|viền Cầu thủ Dragutin Ristić Interregionale trong những năm 1980 và 1990 cho Partizan, Dundee, Falkirk, Dundee United.

## Tiêu đề

### Giải vô địch khu vực
- Eccellenza: 2

1999-2000
2010-2011
- Promozione: 1

1984-85
- Prima Divisione: 1

1949-1950 

### Cup
- Coppa Italia Dilettanti Calabria: 1

2014-2015
- Supercoppa Calabria: 2

1999-2000 
2010-2011 

## Người hâm mộ

### Lịch sử
Nhóm cổ động viên được tổ chức đầu tiên là "Câu lạc bộ Commandos", năm 1973 và "Câu lạc bộ Erotik", cũng được thành lập vào những năm bảy mươi. Năm 1985 Lữ đoàn Rossonere được thành lập. Bây giờ các nhóm ultras là "GRUA" được sinh ra vào những năm 1990 và '"Nhóm Alkool".

### Tình bạn và sự ganh đua
Người hâm mộ Acri có mối quan hệ tốt với Corigliano, Trebisacce, Sambiase, Locri, Licata, Cosenza, Caserta, Genova và Marsala. Thay vào đó, nhiều cuộc cạnh tranh với Castrovillari, Palmese, Paolana, Rossan, Vigor Lamezia.